# Beautiful Rain
Beautiful Rain (ビューティフルレイン?  lit. Vackert regn) är en japansk TV-serie som började sändas i Fuji TV den 1 juli 2012. Mana Ashida och Etsushi Toyokawa i huvudrollerna. 

## Rollista
- Etsushi Toyokawa – Keisuke Kinoshita
- Mana Ashida – Miu Kinoshita
- Shohei Miura – Akio Katsuta
- Denden – Kiyoshi Muneta
- Ken Yasuda – Yutaka Koga
- Sayuri Kokusho – Serai Takagi
- Haruko Arai – Kotaro Arai
- Asaya Kimijima – Kenta Tachibana
- Riko Yoshida – Nako Matsuyama
- Mitsuko Oka – Chieko Nakamura
- Keizo Kanie – Tomio Nakamura
- Miki Nakatani –  Akane Nishiwaki